# Commodien
Commodien (en latin : Commodianus) est un poète latin chrétien, potentiellement le premier, ayant probablement vécu au IIIe siècle.

## Biographie
Commodien est très allusif sur lui-même, son contexte, son cadre géographique et son statut. Il est le témoin d'une tradition primitive originale. La datation n'est pas précise. À partir du lexique, du style, des références à l'église de Carthage du temps de Saint Cyprien et de Victorin de Poetovio, mais aussi de l'omniprésence judaïque et de l'invasion des Huns païens, la période d'écriture se déroula probablement entre 250 et 313, sachant que le corpus est étalé dans le temps,. Son origine géographique est peut-être l'Orient Sémitique, bien qu'il soit possible qu'il fût voyageur ou encore qu'il habitât  Rome, véritable carrefour culturel.

## Œuvre

### LesInstructions
Son écrit principal est les Instructiones, défendant la foi chrétienne contre le paganisme et contre le judaïsme, et donnant des recommandations (instructiones) aux diverses composantes du peuple chrétien.
Le titre latin Instructio est authentique ; instruere signifie « instruire », c'est-à-dire armer contre les idoles et le Malin. C'est un ensemble de 80 pièces (de 6 à 48 vers) en deux livres, proche du Ad Quirinum de saint Cyprien. Le premier livre s'adresse aux infidèles du dehors, les païens, le second aux chrétiens. Plusieurs indices laissent penser que le premier livre forme un tout cohérent et achevé, mais que le second est un ajout ultérieur.
Le livre I traite des dieux du paganisme, particulièrement ceux de la mythologie romaine, considérés comme immoraux, qui sont moqués avec un ton satirique. Puis il aborde l'astrologie, ensuite les adversaires du christianisme et enfin annonce la fin des temps, condamnant les hommes car vivant dans le péché avec l'Antéchrist.
Le second livre est un manuel de savoir-vivre pour les chrétiens, face aux persécutions et aux problèmes doctrinaux, il s'adresse au catéchumène ; les temps sombres d'alors impliquent une conception paulienne, pour fuir les choses du siècle, prônant la bienfaisance et attaquant le schisme.
Son style interroge, son latin est vulgaire et grossier. La langue écrite est grammaticalement correcte, mais influencée par les habitudes de l'oral. Pourtant Commodien est cultivé, il connaît les textes majeurs de la bible, les œuvres de Tertullien et Cyprien. Ses hexamètres sont d'une scansion exacte, mais il s'exprime comme dans la vie quotidienne avec des vulgarités. Son lectorat est visiblement large.
Les Instructions comportent une suite d'acrostiches, un procédé bien connu de la poésie latine, s'inspirant clairement pour certains des Distiques de Caton. Leur originalité est que les acrostiches concernent bien plus de vers. On relève un souci didactique, d'exhaustivité et de cohérence, il ne s'agit pas d'un procédé mnémotechnique comme pour le psaume abécédaire de saint Augustin.
Ses vers sont cohérents, mais utilisent à plusieurs reprises des déformations. Le style et surtout la métrique de Commodien ne correspondent pas aux canons classiques : l'auteur tient davantage compte de l'accent d'intensité et du nombre des syllabes que de leur quantité (longue ou brève). Pour les structures de la versification, le schéma métrique et des clausules, Commodien s'inspire de plusieurs auteurs, ce qui le rattache à une koinè poétique. Les nombreux emprunts possibles sont faits aux fameux poètes Ennius, Lucilius, Catulle, Tibulle, Properce, Horace, Lucrèce, Virgile et Ovide, ainsi que Phèdre, l'Appendix Vergiliana dont l'Éloge à Mécène, la Consolation ad Liuiam du pseudo-Ovide, Manilius, Germanicus, Lucain, Martial, Stace et Juvénal, l'Ilias latine, l'Anthologie Palatine, Serenus Sammonicus et la Laus Pisonis (en).

### Autres écrits
Une autre de ses œuvres potentielles a été tardivement recouvrée. En 1852, le cardinal Pitra a édité dans son Spicilegium Solesmense un Poème Apologétique qui ressemble aux Instructions et qu'on attribue à Commodien. Le poème veut transmettre les prescriptions bibliques aux rudes, avec un épilogue qui annonce l'apocalypse et la fin du monde. Les deux œuvres sont extrêmement similaires, si ce n'est que le Carmen annonce deux antéchrists et donc précède les Instructions s'il est authentique .
Des similitudes sont également repérées avec le Carmen aduersus Marcionem qui, postérieur, a dû s'en inspirer.

### Postérité et transmission
Commodien a une place à part parmi les lettrés chrétiens, quasiment absent des témoignages antiques. Le seul témoignage est celui de Gennade, qui visiblement ne connaissait pas le second livre des Instructions, et considérait son auteur comme un écrivain médiocre.
L'établissement du texte est compliqué du fait que les textes des Instructions  et du Poème Apologétique ne sont retranscrits pour chacun que sur un unique manuscrit, à  quoi s'ajoute l'absence de citations extérieures et un système métrique plutôt libre, sans analogies connues. Les manuscrits comportent beaucoup d'erreurs de transcriptions, plus d'un millier pour les deux œuvres.
Pour les Instructions, la source unique est le Codex C, du IXe siècle, conservé à Berlin : le Berolinensis 167, copié à Vérone et contemporain de l'archidiacre Pacificus, ayant ensuite appartenu au monastère de Saint Aubin à Angers. Étienne Baluze l'a consulté. Il a été vendu avec la bibliothèque de l'abbaye de Clermont en 1764 et il a été découvert par Thomas Phillipps. Au XVIIe siècle, Jacques Sirmond en avait  fait une copie ; l'apographe est perdu, mais il a servi de base aux manuscrits Parisinus lat. 8304, sigla B, au Leidensis Vossianuanus lat. 49, sigla A et à l'editio princeps de Nicolas Rigault en 1649. Bernard de Montfaucon a signalé que Lorenzo Pignoria possédait un manuscrit des Instructions, mais celui-ci n'a pas été recouvré.
Pour le Poème Apologétique, le manuscrit à la base du texte est le Mediomontanus conservé à la British Library de Londres (B. M., Add. 43460, CLA 180).

### Édition des œuvres de Commodien
- Les Instructions de Commodien, traduction et commentaire de Joachim Durel, Paris, Ernest Leroux, 1912. Cette édition contient beaucoup d'erreurs dans l'établissement du texte[20] : Livre I [lire en ligne] et Livre II [lire en ligne]
- Commodien (trad. Jean-Michel Poinsotte), Instructions, Paris, Les Belles Lettres, coll. « Collection des Universités de France (CUF), Série latine », 2009 (ISBN 978-2-251-01452-4)
- Corpus Christianorum series latina (CCSL) t. 128, éd. Joseph Martin
- Patrologie Latine, tome V.
- Corpus scriptorum ecclesiasticorum latinorum dit « Corpus de Vienne », éd. Dombart, 1887. C'est la première édition à utiliser le manuscrit médiéval que Dombart nomme Cheltenhamensis, membran. 1825, sans savoir que c'était le manuscrit d'Angers, qu'il croyait perdu[21].
- Collana di studi latini, t. 17

### Sur Commodien
- Jacques Fontaine, « Polémique et apocalypse au milieu du IIIe siècle : les deux poèmes de Commodien », Naissance de la poésie dans l'Occident chrétien : Esquisse d'une histoire de la poésie latine chrétienne du IIIe au VIe siècle, préf. de Jacques Perret, Paris, Études augustiniennes, 1981.
- J.-M. Le Mayeur et al., Histoire du christianisme, t. II : Naissance d'une chrétienté, Desclée, 1995, p. 650.
- L. Callebat, « Tradition et novation dans la poésie de Commodien », Pallas, XIII, 1966, pp. 85-94.
- Jean Daniélou, Les Origines du christianisme latin : histoire des doctrines chrétiennes avant Nicée, t. III, Paris, 1978, pp. 93-110.
- J. Martin, « Commodianus », Traditio, XIII, 1957, pp. 1-70.
- J. Perret, « Poésie et métrique chez Commodien », Pallas, VI-3, 1957, pp. 27-42.
- Jean-Michel Poinsotte, « Commodien dit de Gaza », REL, LXXIV, 1996, pp. 270-281.
- Jean-Michel Poinsotte, « Un Nero rediuiuus chez un poète apocalyptique du IIIe siècle (Commodien) », Neronia, V, « Néron, histoire et légende », Actes du  Ve colloque international de la SIEN (Clermont-Ferrand / Saint-Étienne, 2-6 novembre 1994), coll. Latomus, 247, Bruxelles, 1999, p. 201-213.
- Jean-Michel Poinsotte, « Le recours aux sources ou les avatars de l’historiquement correct : le cas extrême de Commodien », Dieu(x) et les hommes : histoire et iconographie des sociétés païennes et chrétiennes de l’Antiquité à nos jours, Mél. F. Thélamon, PUR, 2005, p. 69-77.
- Jean-Michel Poinsotte, « Commodien », Dictionnaire universel des littératures, Paris, Presses universitaires de France (PUF), 1994, p. 785.
- C. Weyman, Beiträge zur Geschichte der christlich-lateinischen Poesie, Munich, 1926, pp. 1-16.
- Paul Lejay, « Commodianus », The Catholic Encyclopedia, vol. 4, New York, Robert Appleton Company, 1908.
- E. M. Y., « Commodianus », Dictionary of Christian Biography and Literature to the End of the Sixth Century, 1911.
- Jacques Fontaine, « Commodianus, IIIe s. apr. J.-C. », Dictionnaire de l'Antiquité, Paris, Presses universitaires de France (PUF), coll. Quadrige, 2011 (2e éd.), p. 546.
- A. Salvatore, « L’enigma di Commodiano : Considerazioni sullo scrittore, il suo ambiente e la sua época », Vichiana, III, 1974, pp. 50-81.
- H.A.M. Hoppenbrouwers, « Commodien poète chrétien », Latinitas et Graecitas christianorum primaeua, suppl. 2, 1964, pp. 49-96.
- K. Thraede, « Beiträge zur Datierung Commodians », JAC, II, 1959, pp. 90-114.
- J. Gagé, « Commodien et la crise millénariste du  IIIe siècle (256-262 ap. J.-C.) », RHPhR, XLI, 1961, pp. 355-378.